# Andy Romano
Andy Romano (16 aprile 1936 – Sequim, 14 settembre 2022) è stato un attore statunitense. È noto soprattutto ai fan dell'horror per il ruolo del Preside Kastlemann nel film La scuola degli orrori.

## Filmografia parziale

### Cinema
- Vacanze sulla spiaggia (Beach Party), regia di William Asher (1963)
- Pigiama Party (Pajama Party), regia di Don Weis (1964)
- Il castello delle donne maledette (The Ghost in the Invisible Bikini), regia di Don Weis (1966)
- La cortina di bambù (The Bamboo Saucer), regia di Frank Telford (1968)
- Giovani guerrieri (Over the Edge), regia di Jonathan Kaplan (1979)
- La scuola degli orrori (Return to Horror High) , regia di Bill Froehlich (1978)
- The One Man Jury, regia di Charles Martin (1978)
- Major League - La squadra più scassata della lega (Major League), regia di David S. Ward (1989)
- Alza il volume (Pump Up the Volume), regia di Allan Moyle (1990)
- Bugsy, regia di Barry Levinson (1991)
- L'impero del crimine (Mobsters), regia di Michael Karbelnikoff (1991)
- Trappola in alto mare (Under Siege), regia di Andrew Davis (1992)
- Afterburn, regia di Robert Markovitz (1992)
- Abuso di potere (Unlawful Entry), regia di Jonathan Kaplan (1992)
- Il fuggitivo (The Fugitive), regia di Andrew Davis (1993)
- Omicidio nel vuoto (Drope Zone), regia di John Badham (1994)
- Miss Magic (Rough Magic), regia di Clare Peploe (1995)
- Un giorno da ricordare (Two Bits), regia di James Foley (1995)
- Trappola sulle Montagne Rocciose (Under Siege 2: Dark Territory), regia di Geoff Murphy (1995)
- L'eliminatore - Eraser (Eraser), regia di Chuck Russell (1996)
- L'agguato - Ghosts from the Past (Ghosts of Mississippi), regia di Rob Reiner (1996)
- Matrimonio per colpa (Getting Away with Murder), regia di Harvey Miller (1996)

### Televisione
- Gunsmoke – serie TV, episodio 7x21 (1962)
- Charlie's Angels – serie TV, episodio 4x24 (1980)
- Autostop per il cielo (Highway to Heaven) – serie TV, episodi 4x08-4x17-4x18 (1987)
- Agente speciale Kiki Camarena sfida ai narcos (Drug Wars: The Camarena Story ), regia di Brian Gibson – miniserie TV (1990)
- Colombo (Columbo) – serie TV, episodio 8x04 (1991)
- La mia rivale (A Friend to Die For), regia di William A. Graham - film TV (1994)

## Doppiatori italiani
Nelle versioni in italiano delle opere in cui ha recitato, Andy Romano è stato doppiato da:
- Renato Mori in Trappola in alto mare, Trappola sulle Montagne Rocciose
- Sergio Di Stefano in Top Secret
- Mario Mastria in Charlie's Angels
- Sergio Tedesco in La pistola nella borsetta
- Mico Cundari in Abuso di potere
- Romano Malaspina ne Il fuggitivo
- Gil Baroni ne La mia rivale
- Michele Kalamera in Miss Magic
- Dario Penne in Un giorno da ricordare
- Cesare Barbetti in L'eliminatore - Eraser
- Vittorio Congia in L'agguato - Ghosts from the Past